# Бар-Нир, Дов
Дов Бар-Нир (ивр. דב בר-ניר‎; при рождении — Бернард Зильбершац; 3 декабря 1911, Брюссель — 7 мая 2000, Израиль) — израильский политический и общественный деятель, журналист, депутат кнессета 1-го созыва от партии МАПАМ.

## Биография
Родился 3 декабря 1911 года в Брюсселе, Бельгия, в семье Янкеля-Лейзера Зильбершаца и его жены Хадассы-Иехудит. Окончил среднюю школу в Брюсселе, а затем изучал общественные науки в Страсбургском университете, получил степень доктора наук. В молодости стал активным участником сионистского движения, был одним из основателем «ха-Шомер ха-цаир» в Бельгии.
В 1938 году репатриировался в Подмандатную Палестину, в 1932—1956 годах был членом кибуца «Эйн ха-хореш», был членом «Социалистической лиги», в 1946—1948 годах был секретарем партии «ха-Шомер ха-цаир», а позже присоединился к МАПАМ. В 1949 году избран депутатом кнессета 1-го созыва, работал в комиссии по регламенту, законодательной комисcии и комиссии по делам кнессета.
В 1950 году был направлен в командировку в США, в 1951—1953 годах являлся секретарем центрального комитета партии МАПАМ, а в 1957—1960 годах был секретарем всемирного союза МАПАМ. Публиковался в изданиях «Маарив» и «Давар». В 1993 году был удостоен премии имени Нахума Соколова в области журналистики.
Умер 7 мая 2000 года.